# Зоревка (Полтавский район)
Зоревка (укр. Зорівка) — село,
Гожуловский сельский совет,
Полтавский район,
Полтавская область,
Украина.
Код КОАТУУ — 5324080703. Население по переписи 2001 года составляло 133 человека.

## Географическое положение
Село Зоревка находится на берегах реки Полузерье,
ниже по течению на расстоянии в 1,5 км расположено село Андреевка.
Река в этом месте пересыхает.
К селу примыкает большой садовый массив.